# 벨로바르빌로고라주

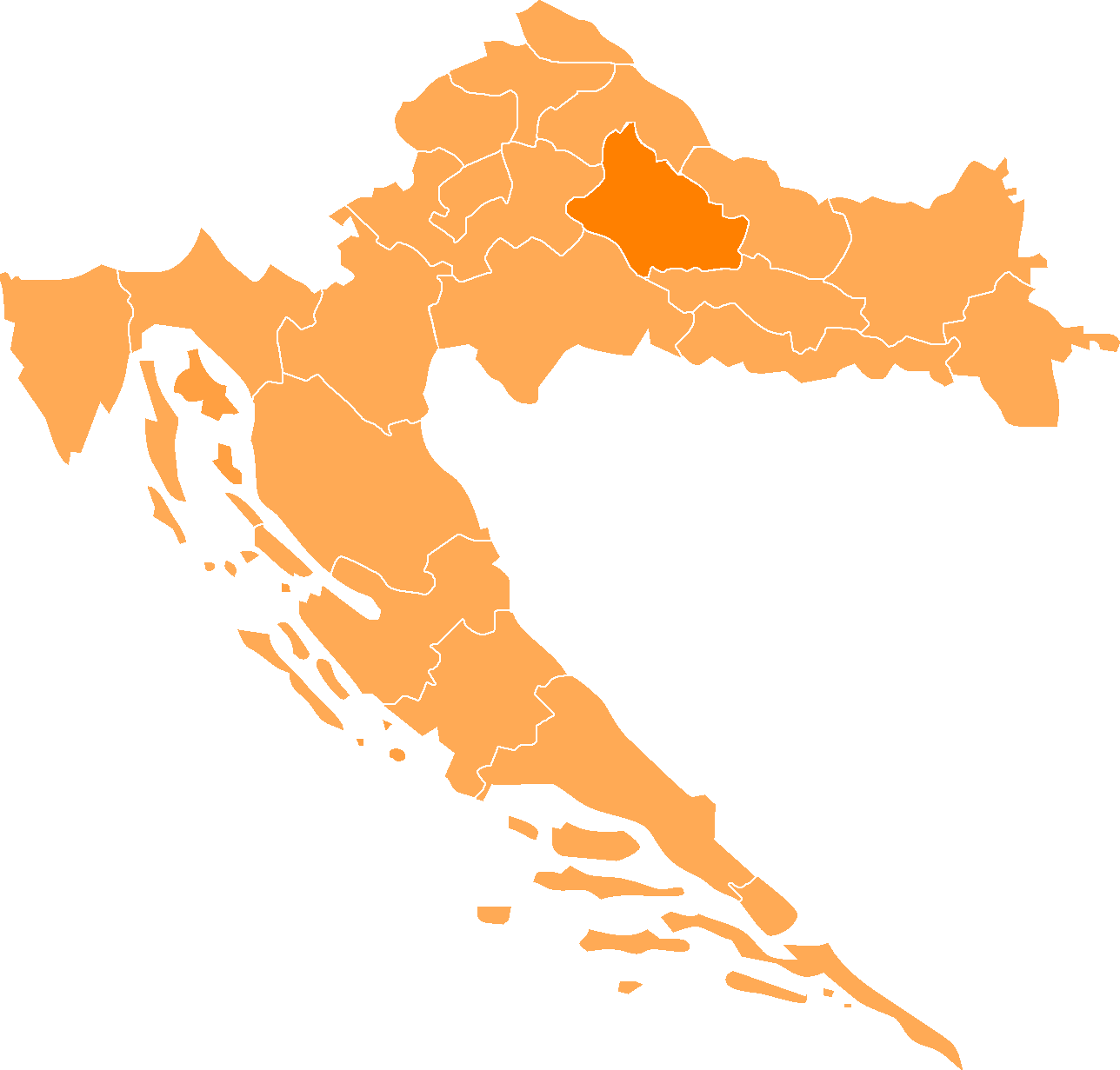
벨로바르빌로고라주의 위치

벨로바르빌로고라주(크로아티아어: Bjelovarsko-bilogorska županija)는 크로아티아 중부에 위치한 주로 주도는 벨로바르이며 면적은 2,652km2, 인구는 133,084명(2001년 기준), 인구 밀도는 50.2명/km2이다.
북쪽으로는 코프리브니차크리제브치주, 북동쪽으로는 비로비티차포드라비나주, 남동쪽으로는 포제가슬라보니아주, 남서쪽으로는 시사크모슬라비나주, 서쪽으로는 자그레브주와 접한다. 5개 시와 18개 지방 자치체를 관할하며 주 의회는 43개 의석으로 구성되어 있다.

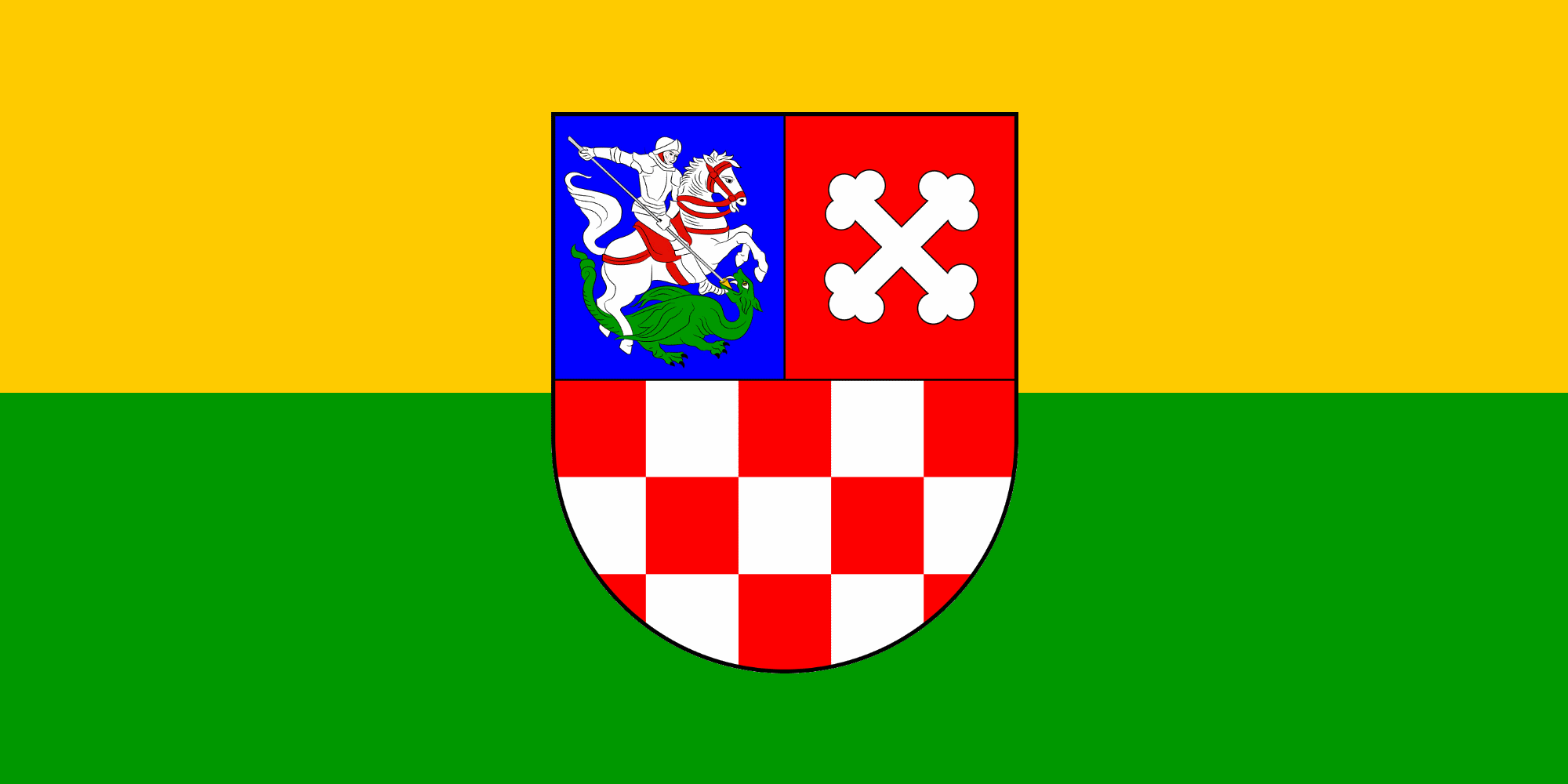
주기
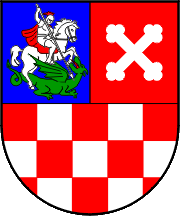
주 문장

## 인구
| 연도 | 인구    | ±%     |
| ---- | ------- | ------ |
| 1857 | 84,893  | —      |
| 1869 | 95,981  | +13.1% |
| 1880 | 101,420 | +5.7%  |
| 1890 | 130,901 | +29.1% |
| 1900 | 150,825 | +15.2% |
| 1910 | 163,039 | +8.1%  |
| 1921 | 162,453 | −0.4%  |
| 1931 | 173,597 | +6.9%  |

| 연도 | 인구    | ±%     |
| ---- | ------- | ------ |
| 1948 | 166,485 | −4.1%  |
| 1953 | 170,651 | +2.5%  |
| 1961 | 167,599 | −1.8%  |
| 1971 | 157,811 | −5.8%  |
| 1981 | 149,551 | −5.2%  |
| 1991 | 144,042 | −3.7%  |
| 2001 | 133,084 | −7.6%  |
| 2011 | 119,764 | −10.0% |